# Félix Bañobre
Félix Bañobre Carballo (* 5. Juli 1970 in London) ist ein spanischer Basketballtrainer. Er verfügt auch über die britische Staatsangehörigkeit.

## Leben
Bañobre wurde in London geboren, im Alter von 15 Jahren zog er mit seiner Familie von Großbritannien nach A Coruña in Galicien. Bis 1993 war er als Trainer im Jugendbereich des damaligen spanischen Erstligisten Clesa Ferrol tätig und in der Saison 1993/94 dann Assistenztrainer von Ferrols Herrenmannschaft in der Liga ACB. Von 1994 bis 1996 hatte Bañobre beim Verein Veliña As Pontes das Amt des Cheftrainers inne, von 1996 bis 1998 trainierte er den Zweitligisten Viajes Aliguer Pineda. Im Zeitraum 1998 bis 2000 war er als Cheftrainer von Abeconsa Ferrol (ebenfalls zweite spanische Liga) tätig und trainierte anschließend fünf Jahre lang bis 2005 die Mannschaft CB Galicia, teils auch in der zweiten Liga. In der Saison 2005/06 gehörte Bañobre als Assistenztrainer zum Stab der Erstligamannschaft CB Breogán. Danach war er wieder im Nachwuchsbereich tätig und arbeitete von 2006 bis 2009 als Jugendtrainer beim spanischen Erstligisten Pamesa Valencia. Im Rahmen von Basketball-Camps im Sommer, bei denen er zusätzlich zu seinen Aufgaben als Vereinstrainer arbeitete, trainierte er auch spätere NBA- und Nationalspieler wie Sergio Llull, Ricky Rubio sowie Marc Gasol und Pau Gasol. Bañobre war zeitweilig auch für den spanischen Basketballverband tätig und arbeitete in der Betreuung der U16-Nationalmannschaft.
Im Spieljahr 2009/10 hatte er das Amt des Cheftrainers von Ferrol CB (Nachfolgeverein von CB Galicia) in der vierthöchsten Liga Spaniens inne. Nach drei Jahren als Trainer im Jugendbereich des Vereins Aviva SYO aus A Coruña zog es ihn ins Ausland: Im April 2013 wurde Bañobre als neuer Cheftrainer des dänischen Erstligisten FOG Næstved vorgestellt. Im Dezember 2013 kam es zwischen Næstved und Bañobre zur Trennung. Der Spanier war in der Folgesaison 2014/15 abermals als Trainer von Ferrol CB tätig und trat mit dem Beginn des Spieljahres 2015/16 seine zweite Auslandsstation an. Bañobre übernahm das Traineramt beim deutschen Regionalligaverein BC Erfurt, der damals mit dem Zweitligisten Gotha zusammenarbeitete.
Zur Saison 2016/17 wechselte er innerhalb Deutschlands zum SC Rist Wedel in die 2. Bundesliga ProB. Er blieb dort drei Jahre lang und arbeitete eng mit den Hamburg Towers zusammen, betreute in der Saison 2017/18 nicht nur die Wedeler Mannschaft, sondern auch die Piraten Hamburg, also den Towers-Nachwuchs, in der NBBL. Dort gehörten unter anderem Justus Hollatz, Linus Hoffmann und Emil Marshall zu seinen Schützlingen.
Wedel führte er im Spieljahr 2018/19 auf den dritten Platz in der ProB-Hauptrunde. Im Frühjahr 2019 wechselte Bañobre innerhalb der 2. Bundesliga ProB von Wedel zu den VfL SparkassenStars Bochum und übernahm dort das Amt des Cheftrainers. Ende Februar 2021 wurde sein Vertrag in Bochum, mit der Mannschaft auf dem ersten Tabellenplatz stehend, vorzeitig bis 2023 verlängert. Er führte die Mannschaft in der Saison 2020/21 zum Gewinn der Hauptrundenmeisterschaft in der Nordstaffel der 2. Bundesliga ProB und hernach zum Einzug ins Finale, womit der Aufstieg in die 2. Bundesliga ProA feststand. Die Finalspiele wurden aufgrund der COVID-19-Pandemie nicht ausgetragen. Bañobre wurde als bester ProB-Trainer der Saison 2020/21 ausgezeichnet. In der Saison 2022/23 verpasste er mit den Bochumern knapp den Sprung ins Zweitligaviertelfinale. In der Hauptrunde wurde man Tabellenneunter. Von den letzten zehn Spielen gewann Bañobre mit seiner Mannschaft acht und dabei zum Schluss fünf in Folge. Kurz vor dem Saisonende wurde der Vertrag mit Trainer Bañobre in Bochum um drei Jahre bis 2026 verlängert.
2024 stieg er mit den Bochumern als Tabellenvorletzter aus der zweithöchsten deutschen Spielklasse ab, blieb mit seiner Mannschaft dennoch in der 2. Bundesliga ProA, da kein Drittligist aufstieg und Bochum daraufhin das Teilnahmerecht zugesprochen bekam. In der Saison 2024/25 wurden Bañobres Bochumer zur Überraschungsmannschaft in der 2. Bundesliga ProA, standen im Dezember 2024 nach acht Siegen in Folge (darunter ein 84:79 gegen Tabellenführer Jena) auf dem zweiten Platz. Am Ende der Hauptrunde der Saison 2024/25 belegte man den achten Tabellenplatz, damit gelang erstmals in der Vereinsgeschichte der Einzug in die Meisterrunde der 2. Bundesliga ProA. Dort schied man in der ersten Runde (Viertelfinale) 0:3 gegen Jena aus.